# ناخبة (زوجة أمير ناخب)
الناخبة (الألمانية:Kurfürstin؛ اللاتينية:electrix)؛ هي قرينة الأمير الناخب في الإمبراطورية الرومانية المقدسة؛ بحيث يعتبر الأمير الناخب واحد من الأهم الشخصيات في الإمبراطورية بعد الإمبراطور نفسه.
بموجب مرسوم الذهبي لعام 1356 الذي إنشاءه الإمبراطور كارل الرابع، تم تحديد الأمراء الناخبون السبعة الذين يستطيعون انتخاب ملك الرومان؛ على الرغم ثلاثة منهم يعتبرون أساقفة الروم الكاثوليك؛ بذلك ليست لديهم زوجات، وفي المقابل الرابعة هم مدنيين؛ واحد منهم يعتبر «ملك بوهيميا» بذلك يُشير إلى قرينته بـ ملكة بوهيميا، وما باقي الأقران عادةً ما يشير إليهن بـ «الناخبات»؛ ولذلك هن:-
- ناخبة بالاتينات.
- ناخبة ساكسونيا.
- ناخبة براندنبورغ.

وثم أُضيفت بين عامين 1623 و1692 انتخابيات:-
- ناخبة بافاريا.
- ناخبة هانوفر.

في السنوات الأخيرة من عمر الإمبراطورية تم إضافة العديد من الانتخابيات ولكنها لم تعمر أكثر من ثلاثة سنوات؛ قبل حل الإمبراطورية في أواخر 1806؛ وانتخابيات هن:-
- ناخبة فورتمبيرغ.
- ناخبة هسن-كاسل.

في حين ناخب بادن كان متزوج زواجاً مرغنطي طوال فترة عهده؛ لذلك زوجته لم تشاركه اللقب رسمياً، وإما الناخب فرديناند الذي كان ناخب زالتسبورغ حتى أواخر 1805 وثم عوض بـ فورتسبورغ كان عازباً طوال فتره عهده على انتخابتين، وإما ريغنسبورغ فكانت انتخابية دينية،
ظل حكام هسن-كاسل في استخدام لقب «الناخب» حتى بعد حل الإمبراطورية حتى 1866 بعد ضم الإمارة من قبل بروسيا.
الشخصيات اللتان استخدمن اللقب أو يحق لهن مدرجات هنا في الجدول؛ وأيضا دُرِج زوجات الأمراء الناخبون أقل مستوى في جدول خاص لهن.

## الناخبات

### ناخبات بالاتينات
| الاسم                   | الصورة                      | الوالد                                   | الميلاد        | الزواج         | أصبحت الناخبة  | توقف عن استخدام اللقب              | الوفاة         | الزوج                        |
| ----------------------- | --------------------------- | ---------------------------------------- | -------------- | -------------- | -------------- | ---------------------------------- | -------------- | ---------------------------- |
| فيتلسباخ                |                             |                                          |                |                |                |                                    |                |                              |
| إليزابيث                |                             | جان الأول كونت نامور                     | 1340           | 1350           | 1356           | 1382                               | 1382           | روبريخت الأول                |
| بياتريكس                | فيلهلم الأول دوق بيرغ       | 1360                                     | 1385           | 1385           | 16 فبراير 1390 | 1395                               |                | روبريخت الأول                |
| إليزابيث                |                             | فريدرخ الخامس بورغريف نورنبيرغ           | 1358           | 27 يونيو 1374  | 6 يناير 1398   | 18 مايو 1410                       | 26 يوليو 1411  | روبريخت الثالث               |
| ماثيلده                 |                             | أماديوس أمير أخايا                       | 1390           | 30 نوفمبر 1417 | 30 نوفمبر 1417 | 30 ديسمبر 1436                     | 14 مايو 1438   | لودفيغ الثالث                |
| مارغريثه                |                             | أميديو الثامن دوق سافوي                  | 7 أغسطس 1420   | 18 أكتوبر 1445 | 18 أكتوبر 1445 | 13 أغسطس 1449                      | 30 سبتمبر 1479 | لودفيغ الرابع                |
| مارغريته                |                             | لودفيغ التاسع دوق بافاريا-لاندسهوت       | 7 نوفمبر 1456  | 21 فبراير 1474 | 12 ديسمبر 1476 | 25 فبراير 1501                     | 25 فبراير 1501 | فيليب                        |
| سيبيله                  |                             | ألبريخت الرابع دوق بافاريا               | 16 يونيو 1489  | 23 فبراير 1511 | 23 فبراير 1511 | 18 أبريل 1519                      | 18 أبريل 1519  | لودفيغ الخامس                |
| دوروثيا                 |                             | كريستيان الثاني ملك الدنمارك والنرويج    | 10 نوفمبر 1520 | 26 سبتمبر 1535 | 16 مارس 1544   | 26 فبراير 1556                     | 20 سبتمبر 1580 | فريدرخ الثاني                |
| فرع سيمرن               |                             |                                          |                |                |                |                                    |                |                              |
| ماري                    |                             | كاريميز مارغريف براندنبورغ-بايرويت       | 13 أكتوبر 1519 | 12 يونيو 1537  | 12 فبراير 1559 | 31 أكتوبر 1567                     | 31 أكتوبر 1567 | فريدرخ الثالث                |
| أماليا                  | غومبريخت الرابع كونت نوينار | حوالي. 1540                              | 25 أبريل 1569  | 25 أبريل 1569  | 26 أكتوبر 1576 | 10 أبريل 1602                      |                | فريدرخ الثالث                |
| إليزابيث                |                             | فيليب الأول لاندغراف هسن                 | 13 فبراير 1539 | 8 يوليو 1560   | 26 أكتوبر 1576 | 14 مارس 1582                       | 14 مارس 1582   | لودفيغ السادس                |
| آنا                     |                             | إدتسارد الثاني كونت شرق فريزيا           | 26 يونيو 1562  | 12 يوليو 1583  | 12 يوليو 1583  | 22 أكتوبر 1583                     | 21 أبريل 1621  | لودفيغ السادس                |
| لويزه يوليانا           |                             | فيليم الأول من أورانيا                   | 31 مارس 1576   | 12 يونيو 1593  | 12 يونيو 1593  | 19 سبتمبر 1610                     | 15 مارس 1644   | فريدرخ الرابع                |
| إليزابيث ملكة بوهيميا   |                             | جيمس السادس والأول ملك اسكتلندا وإنجلترا | 19 أغسطس 1596  | 14 فبراير 1613 | 14 فبراير 1613 | 23 فبراير 1623 تنازل الزوج         | 14 فبراير 1662 | فريدرخ الخامس ناخب بالاتينات |
| أسرة فيتلسباخ - بافاريا |                             |                                          |                |                |                |                                    |                |                              |
| إليزابيث ريناتا         |                             | كارل الثالث دوق لورين                    | 9 أكتوبر 1574  | 6 فبراير 1595  | 23 فبراير 1623 | 4 يناير 1635                       | 4 يناير 1635   | ماكسيمليان الأول             |
| ماريا آنا               |                             | فرديناند الثاني إمبراطور الروماني المقدس | 13 يناير 1610  | 15 يوليو 1635  | 15 يوليو 1635  | 1648                               | 25 سبتمبر 1665 | ماكسيمليان الأول             |
| فرع سيمرن               |                             |                                          |                |                |                |                                    |                |                              |
| شارلوته                 |                             | فيلهلم الخامس لاندغراف هسن-كاسل          | 20 نوفمبر 1627 | 22 فبراير 1650 | 22 فبراير 1650 | 14 أبريل 1657                      | 26 مارس 1686   | كارل الأول لودفيغ            |
| فيلهلمينه إرنستينه      |                             | فريدريك الثالث ملك الدنمارك والنرويج     | 20 يونيو 1650  | 20 سبتمبر 1671 | 28 أغسطس 1680  | 26 مايو 1685                       | 22 أبريل 1706  | كارل الثاني                  |
| فرع نيوبورغ             |                             |                                          |                |                |                |                                    |                |                              |
| إليزابيث أماليه         |                             | غيورغ الثاني لاندغراف هسن-دارمشتات       | 20 مارس 1635   | 3 سبتمبر 1653  | 26 مايو 1685   | 2 سبتمبر 1690                      | 4 أغسطس 1709   | فيليب فيلهلم                 |
| آنا ماري لويزه          |                             | كوزيمو الثالث دوق توسكانا الأكبر         | 11 أغسطس 1667  | 5 يونيو 1691   | 5 يونيو 1691   | 8 يناير 1716                       | 18 فبراير 1743 | يوهان فيلهلم                 |
| فرع زولتسباخ            |                             |                                          |                |                |                |                                    |                |                              |
| إليزابيث ماري أوغسته ‏   |                             | يوزف كارل من بالاتينات-زولتسباخ ‏         | 17 يناير 1721  | 17 يناير 1742  | 31 ديسمبر 1742 | 30 ديسمبر 1777 أصبحت ناخبة بافاريا | 17 أغسطس 1794  | كارل تيودور                  |
| الاسم                   | الصورة                      | الوالد                                   | الميلاد        | الزواج         | أصبحت الناخبة  | توقف عن استخدام اللقب              | الوفاة         | الزوج                        |

### ناخبات بافاريا
| الاسم                                          | الصورة | الوالد                                   | الميلاد        | الزواج           | أصبحت الناخبة  | توقف عن استخدام اللقب           | الوفاة         | الزوج             |
| ---------------------------------------------- | ------ | ---------------------------------------- | -------------- | ---------------- | -------------- | ------------------------------- | -------------- | ----------------- |
| سلالة فيتلسباخ                                 |        |                                          |                |                  |                |                                 |                |                   |
| إليزابيث ريناتا                                |        | كارل الثالث دوق لورين                    | 9 أكتوبر 1574  | 6 فبراير 1595    | 23 فبراير 1623 | 4 يناير 1635                    | 4 يناير 1635   | ماكسيمليان الأول  |
| ماريا آنا                                      |        | فرديناند الثاني إمبراطور الروماني المقدس | 13 يناير 1610  | 15 يوليو 1635    | 15 يوليو 1635  | 27 سبتمبر 1651                  | 25 سبتمبر 1665 | ماكسيمليان الأول  |
| هنرييته أديلهيد ماريا                          |        | فيتوريو أميديو الأول دوق سافوي           | 6 نوفمبر 1636  | 11/8 ديسمبر 1650 | 27 سبتمبر 1651 | 13 يونيو 1676                   | 13 يونيو 1676  | فرديناند ماريا    |
| ماريا أنتونيا                                  |        | ليوبولد الأول إمبراطور الروماني المقدس   | 1669           | 15 يوليو 1685    | 15 يوليو 1685  | 24 ديسمبر 1692                  | 24 ديسمبر 1692 | ماكسيمليان الثاني |
| تيريزه كونيغونده                               |        | يان الثالث ملك بولندا                    | 4 مارس 1676    | 2 يناير 1695     | 2 يناير 1695   | 26 فبراير 1726                  | 10 مارس 1730   | ماكسيمليان الثاني |
| ماريا أماليا إمبراطورة رومانية مقدسة 1742–1745 |        | يوزف الأول إمبراطور الروماني المقدس      | 22 أكتوبر 1701 | 5 أكتوبر 1722    | 26 فبراير 1726 | 20 يناير 1745                   | 11 ديسمبر 1756 | كارل الأول        |
| ماريا آنا صوفي                                 |        | أوغست الثالث ملك بولندا وناخب ساكسونيا   | 29 أغسطس 1728  | 9 يوليو 1747     | 9 يوليو 1747   | 30 ديسمبر 1777                  | 17 فبراير 1797 | ماكسيمليان الثالث |
| إليزابيث ماريا أوغسته                          |        | يوزف كارل من بالاتينات-زولتسباخ          | 17 يناير 1721  | 17 يناير 1742    | 30 ديسمبر 1777 | 17 أغسطس 1794                   | 17 أغسطس 1794  | كارل الثاني       |
| ماريا ليوبولدينه                               |        | الأرشيدوق فرديناند من النمسا-إستي        | 10 ديسمبر 1776 | 15 فبراير 1795   | 15 فبراير 1795 | 16 فبراير 1799                  | 23 يونيو 1848  | كارل الثاني       |
| كارولينه من بادن                               |        | كارل لودفيغ أمير بادن الوراثي            | 13 يوليو 1776  | 9 مارس 1797      | 16 فبراير 1799 | 1 يناير 1806 أصبحت ملكة بافاريا | 13 نوفمبر 1841 | ماكسيمليان الرابع |

### ناخبات ساكسونيا
| الاسم                            | الصورة | الوالد                                 | الميلاد        | الزواج                | أصبحت الناخبة         | توقف عن استخدام اللقب              | الوفاة         | الزوج               |
| -------------------------------- | ------ | -------------------------------------- | -------------- | --------------------- | --------------------- | ---------------------------------- | -------------- | ------------------- |
| سلالة أسكانيا                    |        |                                        |                |                       |                       |                                    |                |                     |
| إليزابيث                         |        | أوتو الأول لاندغراف هسن                | ؟              | ؟                     | ؟                     | 6 ديسمبر 1370                      | 15 نوفمبر 1373 | روبريخت الثاني      |
| سيسليا                           |        | فرانشيسكو دي كارارا لورد بادوفا        | ؟              | 23 يناير 1367 أو 1376 | 23 يناير 1367 أو 1376 | 15 مايو 1388                       | 1430–1434      | فنتسل الأول         |
| آنا                              |        | بالتاراز لاندغراف تورينغيا             | ؟              | 1387/1389             | ؟                     | 4 يوليو 1395                       | 4 يوليو 1395   | رودولف الثالث       |
| باربارا                          |        | روبريخت دوق سيليزيا-لغينتسكي           | ؟              | 6 مارس 1396           | 6 مارس 1396           | 11 يونيو 1419                      | 17 مايو 1435   | رودولف الثالث       |
| يوفيميا                          |        | كونراد الثاني دوق سيليزيا              | ؟              | 14 يناير 1402         | 11 يناير 1419         | 12 نوفمبر 1422                     | 1444           | ألبريخت             |
| سلالة فتين                       |        |                                        |                |                       |                       |                                    |                |                     |
| كاثرينا                          |        | هاينرخ الثاني دوق براونشفايغ-لونيبورغ  | 1395           | 8 فبراير 1402         | 6 يناير 1423          | 4 يناير 1428                       | 1442           | فريدرخ الأول        |
| مارغريثا                         |        | إرنست دوق النمسا                       | 1417/16        | 3 يونيو 1431          | 3 يونيو 1431          | 7 سبتمبر 1464                      | 12 فبراير 1486 | فريدرخ الثاني       |
| إليزابيث                         |        | ألبريخت الثالث دوق بافاريا             | 2 فبراير 1443  | 19 نوفمبر 1460        | 7 سبتمبر 1464         | 5 مارس 1486                        | 5 مارس 1486    | إرنست               |
| سيبيله                           |        | يوهان الثالث دوق كليفه                 | 17 يناير 1512  | 9 فبراير 1527         | 16 أغسطس 1532         | 4 يونيو 1547 تنازل الزوج           | 21 فبراير 1554 | يوهان فريدرخ الأول  |
| أغنيس                            |        | فيليب الأول لاندغراف هسن               | 31 مايو 1527   | 9 يناير 1541          | 4 يونيو 1547          | 9 يوليو 1553                       | 4 نوفمبر 1555  | موريتس              |
| آنا                              |        | كريستيان الثالث ملك الدنمارك-النرويج   | 22 نوفمبر 1532 | 7 أكتوبر 1548         | 11 يوليو 1553         | 1 أكتوبر 1585                      | 1 أكتوبر 1585  | أوغست               |
| أغنيس هيدفيغ                     |        | يواخيم إرنست أمير أنهالت-ديساو         | 1573           | 3 يناير 1586          | 3 يناير 1586          | 11 فبراير 1586                     | 1616           | أوغست               |
| صوفي                             |        | يوهان غيورغ ناخب براندنبورغ            | 6 يونيو 1568   | 25 أبريل 1582         | 11 فبراير 1586        | 25 سبتمبر 1591                     | 7 ديسمبر 1622  | كريستيان الأول      |
| هيدفيغ                           |        | فريديريك الثاني ملك الدنمارك-النرويج   | 5 أغسطس 1581   | 12 سبتمبر 1602        | 12 سبتمبر 1602        | 23 يونيو 1611                      | 26 نوفمبر 1641 | كريستيان الثاني     |
| ماغدالينا سيبيله                 |        | ألبريخت فريدرخ دوق بروسيا              | 31 ديسمبر 1586 | 19 يوليو 1607         | 23 يونيو 1611         | 8 أكتوبر 1656                      | 12 فبراير 1659 | يوهان غيورغ الأول   |
| ماغدالينا سيبيله                 |        | كريستيان من براندنبورغ-كولمباخ-بايرويت | 1 نوفمبر 1612  | 13 نوفمبر 1638        | 8 أكتوبر 1656         | 22 أغسطس 1680                      | 20 مارس 1687   | يوهان غيورغ الثاني  |
| آنا صوفي                         |        | فريديريك الثالث ملك الدنمارك-النرويج   | 1 سبتمبر 1647  | 9 أكتوبر 1666         | 22 أغسطس 1680         | 12 سبتمبر 1691                     | 1 يوليو 1717   | يوهان غيورع الثالث  |
| إليونوره إردموته لويز            |        | يوهان غيورغ الأول دوق ساكس-إيزنباخ     | 13 أبريل 1662  | 17 أبريل 1692         | 17 أبريل 1692         | 27 أبريل 1694                      | 9 سبتمبر 1696  | يوهان غيورغ الرابع  |
| كريستينه إيبرهاردينه ملكة بولندا |        | كريستيان إرنست مارغريف بايرويت         | 29 ديسمبر 1671 | 20 يناير 1693         | 27 أبريل 1694         | 4 سبتمبر 1727                      | 4 سبتمبر 1727  | فريدرخ أوغست الأول  |
| ماريا يوزفا ملكة بولندا          |        | يوزف الأول إمبراطور الروماني المقدس    | 8 ديسمبر 1699  | 20 أغسطس 1719         | 1 فبراير 1733         | 17 نوفمبر 1757                     | 17 نوفمبر 1757 | فريدرخ أوغست الثاني |
| ماريا أنتونيا                    |        | كارل السابع إمبراطور روماني مقدس       | 18 يوليو 1724  | 20 يونيو 1747         | 5 أكتوبر 1763         | 17 ديسمبر 1763                     | 23 أبريل 1780  | فريدرخ كريستيان     |
| ماريا أماليه أوغسته              |        | فريدرخ ميخايل من تسفايبروكن-بركنفيلد   | 10 مايو 1752   | 29 يناير 1769         | 29 يناير 1769         | 20 ديسمبر 1806 أصبحت ملكة ساكسونيا | 15 نوفمبر 1828 | فريدرخ أوغست الثالث |
| الاسم                            | الصورة | الوالد                                 | الميلاد        | الزواج                | أصبحت الناخبة         | توقف عن استخدام اللقب              | الوفاة         | الزوج               |

### ناخبات براندنبورغ
| الاسم                                     | الصورة | الوالد                                           | الميلاد        | الزواج         | أصبحت الناخبة  | توقف عن استخدام اللقب | الوفاة         | الزوج                         |
| ----------------------------------------- | ------ | ------------------------------------------------ | -------------- | -------------- | -------------- | --------------------- | -------------- | ----------------------------- |
| فيتلسباخ                                  |        |                                                  |                |                |                |                       |                |                               |
| كونيغوند                                  |        | كازيمير الثالث ملك بولندا                        | 1334-5         | 1 يناير 1352   | 1356           | 1357                  | 1357           | لودفيغ                        |
| إنغبورغ                                   |        | ألبريخت الثاني دوق مكلنبورغ                      | 1340           | 15 فبراير 1360 | 15 فبراير 1360 | 17 مايو 1365          | 1395           | لودفيغ                        |
| كاثرينا                                   |        | كارل الرابع الإمبراطور الروماني المقدس           | 19 أغسطس 1342  | 19 مارس 1366   | 19 مارس 1366   | 1373                  | 26 أبريل 1395  | أوتو                          |
| سلالة لوكسمبورغ                           |        |                                                  |                |                |                |                       |                |                               |
| يوهانا                                    |        | ألبريخت الأول دوق بافاريا                        | 1362           | 29 سبتمبر 1370 | 1373           | 1378                  | 31 ديسمبر 1386 | فنتسل                         |
| ماري                                      |        | لاجوس الأول ملك المجر وبولندا                    | 1371           | أكتوبر 1385    | أكتوبر 1385    | 1388                  | 17 مايو 1395   | سيغيسموند                     |
| أغنيس                                     |        | بوليسلاف الثاني دوق أوبولي                       | 1360؟          | 1374           | 1388           | 18 يناير 1411         | 1413؟          | جوبست                         |
| باربرا                                    |        | هيرمان الثاني كونت تسليه                         | 1390–1395      | 1406–1408      | 18 يناير 1411  | 30 أبريل 1415         | 11 يوليو 1451  | سيغيسموند                     |
| سلالة هوهنتسولرن                          |        |                                                  |                |                |                |                       |                |                               |
| إليزابيث                                  |        | فريدرخ دوق بافاريا                               | 1383           | 18 سبتمبر 1401 | 30 أبريل 1415  | 20 سبتمبر 1440        | 13 نوفمبر 1442 | فريدرخ الأول                  |
| كاثرينا                                   |        | فريدرخ الأول ناخب ساكسونيا                       | 1421           | 11 يونيو 1441  | 11 يونيو 1441  | 10 فبراير 1470        | 23 أغسطس 1476  | فريدرخ الثاني                 |
| آنا                                       |        | فريدرخ الثاني ناخب ساكسونيا                      | 7 مارس 1437    | 12 نوفمبر 1458 | 10 فبراير 1470 | 11 مارس 1486          | 31 أكتوبر 1512 | ألبريخت الثالث آخيل           |
| مارغريته                                  |        | فيلهلم الثالث لاندغراف تورينغيا                  | 1449           | 25 أغسطس 1476  | 11 مارس 1486   | 9 يناير 1499          | 13 يوليو 1501  | يوهان شيشرون                  |
| إليزابيث                                  |        | هانس ملك الدنمارك والنرويج والسويد               | 24 يونيو 1485  | 10 أبريل 1502  | 9 يناير 1499   | 11 يوليو 1535         | 10 يونيو 1555  | يواكيم الأول نستور            |
| هيدفيغ                                    |        | زيغمونت الأول ملك بولندا                         | 15 مارس 1513   | 1 سبتمبر 1535  | 1 سبتمبر 1535  | 3 يناير 1571          | 7 فبراير 1573  | يواكيم الثاني هيكتور          |
| سابينا                                    |        | غيورغ (مرغريف براندنبورغ-آنسباخ)                 | 12 مايو 1529   | 12 فبراير 1548 | 3 يناير 1571   | 2 نوفمبر 1575         | 2 نوفمبر 1575  | يوهان غيورغ                   |
| إليزابيث                                  |        | يواكيم إرنست أمير أنهالت-تسيربيت                 | 15 سبتمبر 1563 | 6 أكتوبر 1577  | 6 أكتوبر 1577  | 8 يناير 1598          | 8 نوفمبر 1607  | يوهان غيورغ                   |
| كاثرينا                                   |        | يوهان مارغريف براندنبورغ-كوسترين                 | 10 أغسطس 1549  | 8 يناير 1570   | 8 يناير 1598   | 10 أكتوبر 1602        | 10 أكتوبر 1602 | يواكيم فريدرخ                 |
| إليونور                                   |        | ألبريخت فريدرخ دوق بروسيا                        | 21 أغسطس 1583  | 2 نوفمبر 1603  | 2 نوفمبر 1603  | 9 أبريل 1607          | 9 أبريل 1607   | يواكيم فريدرخ                 |
| آنا                                       |        | ألبريخت فريدرخ دوق بروسيا                        | 3 يوليو 1576   | 30 أكتوبر 1594 | 18 يوليو 1608  | 23 ديسمبر 1619        | 30 أغسطس 1625  | يوهان سيغيسموند               |
| إليزابيث شارلوته                          |        | فريدرخ الرابع ناخب بالاتينات                     | 19 نوفمبر 1597 | 24 يوليو 1616  | 23 ديسمبر 1619 | 1 ديسمبر 1640         | 26 أبريل 1660  | غيورغ فيلهلم                  |
| لويزه هنرييته دوقة بروسيا                 |        | فريدريك هندريك من أورانيا حاكم هولندا            | 7 ديسمبر 1627  | 7 ديسمبر 1646  | 7 ديسمبر 1646  | 18 يونيو 1667         | 18 يونيو 1667  | فريدرخ فيلهلم الأول           |
| دوروثيا صوفي دوقة بروسيا                  |        | فيليب دوق شلسفيغ-هولشتاين-سوندربورغ-غلوكسبورغ    | 28 سبتمبر 1636 | 14 يونيو 1668  | 14 يونيو 1668  | 29 أبريل 1688         | 6 أغسطس 1689   | فريدرخ فيلهلم الأول           |
| صوفي شارلوته ملكة في بروسيا               |        | إرنست أوغست ناخب هانوفر                          | 30 أكتوبر 1668 | 8 أكتوبر 1684  | 29 أبريل 1688  | 1 فبراير 1705         | 1 فبراير 1705  | فريدرخ الثالث (الأول)         |
| صوفي لويزه ملكة في بروسيا                 |        | فريدرخ دوق مكلنبورغ-شيفيرن                       | 6 مايو 1685    | 28 نوفمبر 1708 | 28 نوفمبر 1708 | 25 فبراير 1713        | 29 يوليو 1735  | فريدرخ الثالث (الأول)         |
| صوفي دوروثيا ملكة في بروسيا               |        | جورج الأول ملك بريطانيا العظمى                   | 16 مارس 1687   | 28 نوفمبر 1706 | 25 فبراير 1713 | 31 مايو 1740          | 28 يونيو 1757  | فريدرخ فيلهلم الثاني (الأول)  |
| إليزابيث كريستينه ملكة بروسيا             |        | فرديناند ألبريخت الثاني دوق بروانشفايغ-فولفنبوتل | 8 نوفمبر 1715  | 12 يونيو 1733  | 31 مايو 1740   | 17 أغسطس 1786         | 13 يناير 1797  | فريدرخ الرابع (الثاني)        |
| فريديريكه لويزه ملكة بروسيا               |        | لودفيغ التاسع لاندغراف هسن-دارمشتات              | 16 أكتوبر 1751 | 14 يوليو 1769  | 17 أغسطس 1786  | 16 نوفمبر 1797        | 25 فبراير 1805 | فريدرخ فيلهلم الثالث (الثاني) |
| لويزه أوغسته فيلهلمينه أماليه ملكة بروسيا |        | كارل الثاني دوق مكلنبورغ-ستريليتس                | 10 مارس 1776   | 24 ديسمبر 1793 | 16 نوفمبر 1797 | 1806                  | 9 يوليو 1810   | فريدرش فيلهلم الرابع (الثالث) |
| الاسم                                     | الصورة | الوالد                                           | الميلاد        | الزواج         | أصبحت الناخبة  | توقف عن استخدام اللقب | الوفاة         | الزوج                         |

### ناخبات هانوفر، فورتمبيرغ وهسن
| الاسم                                           | الصورة | الوالد                                 | الميلاد        | الزواج         | أصبحت الناخبة  | توقف عن استخدام اللقب             | الوفاة         | الزوج         |
| ----------------------------------------------- | ------ | -------------------------------------- | -------------- | -------------- | -------------- | --------------------------------- | -------------- | ------------- |
| هانوفر                                          |        |                                        |                |                |                |                                   |                |               |
| صوفي                                            |        | فريدرخ الخامس ناخب بالاتينات           | 14 أكتوبر 1630 | 30 سبتمبر 1658 | 1692           | 23 يناير 1698                     | 8 يناير 1714   | إرنست أوغست   |
| فيلهلمينه شارلوته كارولينه ملكة بريطانيا العظمى |        | يوهان فريدرخ مارغريف براندبورغ-أنسباخ ‏ | 1 مارس 1683    | 22 أغسطس 1705  | 11 يونيو 1727  | 20 نوفمبر 1737                    | 20 نوفمبر 1737 | غيورغ الثاني  |
| صوفي شارلوته ملكة بريطانيا العظمى               |        | كارل لودفيغ من مكلنبورغ-ستريليتس       | 19 مايو 1744   | 8 سبتمبر 1761  | 8 سبتمبر 1761  | 12 أكتوبر 1814 أصبحت ملكة هانوفر  | 17 نوفمبر 1818 | غيورغ الثالث  |
| فورتمبيرغ                                       |        |                                        |                |                |                |                                   |                |               |
| شارلوته أوغسته ماثيلده                          |        | جورج الثالث ملك المملكة المتحدة        | 29 سبتمبر 1766 | 18 مايو 1797   | 25 فبراير 1803 | 1 يناير 1806 أصبحت ملكة فورتمبيرغ | 5 أكتوبر 1828  | فريدرخ الأول  |
| هسن                                             |        |                                        |                |                |                |                                   |                |               |
| فيلهيلمينه كارولينه                             |        | فريدريك الخامس ملك الدنمارك والنرويج   | 10 يوليو 1747  | 1 سبتمبر 1764  | 1803           | 14 يناير 1820                     | 14 يناير 1820  | فيلهلم الأول  |
| أوغسته كريستينه فريديريكه                       |        | فريدرخ فيلهلم الثاني ملك بروسيا        | 1 مايو 1780    | 13 فبراير 1797 | 27 فبراير 1821 | 19 فبراير 1841                    | 19 فبراير 1841 | فيلهلم الثاني |

## زوجات الناخبون المرغنطي
| الاسم                          | الوالد                                  | الميلاد        | الزواج         | الوفاة         | الزوج                            |
| ------------------------------ | --------------------------------------- | -------------- | -------------- | -------------- | -------------------------------- |
| كلارا توت                      | غيرهارد توت                             | حوالي. 1440    | 1471           | 29 أبريل 1520  | فريدرخ الأول ناخب بالاتينات      |
| روغرافين ماري سوزان لويزا      | كريستوف مارتين فون ديغينفيلد            | 28 نوفمبر 1634 | 6 يناير 1658   | 18 مارس 1677   | كارل الأول لودفيغ ناخب بالاتينات |
| إليزابيث هولاندير فون بيرناو   | ؟                                       | 1659           | 11 ديسمبر 1679 | 8 مارس 1702    | كارل الأول لودفيغ ناخب بالاتينات |
| فيولانته ماريا تيريزا          | الكونت فيليب-فيلهلم من ثورن أوند تاكسيس | 1 أبريل 1683   | 1729           | 2 نوفمبر 1734  | كارل الثالث فيليب ناخب بالاتينات |
| لويزه كارولينه كونتيسة هوخبيرغ | لودفيغ هاينرخ فيليب غيير فون غييرسبيرغ  | 26 مايو 1768   | 24 نوفمبر 1787 | 23 يناير 1820  | كارل فريدرخ ناخب بادن            |
| إميليه كونتيسة رايخنباخ        | يوهان كريستيان أورتلوب                  | 13 مايو 1791   | 8 يوليو 1841   | 12 فبراير 1843 | فيلهلم الثاني ناخب هسن           |
| كارولينه بارونة بيرغين         | هيرمان لودفيغ فون بيرليش                | 1820           | 28 أغسطس 1843  | 1877           | فيلهلم الثاني ناخب هسن           |
| جيرتروده أميرة هاناو           | يوهان غوتفريد فالكنشتاين                | 1805           | 26 يونيو 1831  | 1882           | فريدرخ فيلهلم ناخب هسن           |